# Parapsychologisch Instituut
Het Parapsychologisch Instituut is een instelling voor het bestuderen van parapsychologische verschijnselen.
Het is opgericht in 1953 als onderdeel van de Universiteit Utrecht en in 1986 een stichting ondergebracht. Er wordt tegenwoordig (2019) onderzoek gedaan, cursussen gegeven en hulpverlening in de vorm van consulten geleverd. 